# Wight
Isle of Wight – wyspa należąca do archipelagu Wysp Brytyjskich, na kanale La Manche, u południowego wybrzeża wyspy Wielka Brytania, oddzielona od niej cieśniną Solent. Część Anglii, samodzielne hrabstwo ceremonialne i jednostka administracyjna typu unitary authority, historycznie stanowiła część hrabstwa Hampshire. Zajmuje powierzchnię 384 km².
Główne miasta wyspy to Ryde, Cowes oraz Newport. W sensie administracyjnym wyspa stanowi samodzielną jednostkę administracyjną typu unitary authority i jednocześnie hrabstwo ceremonialne z Newport jako ośrodkiem administracyjnym.
Głównym źródłem dochodów jest turystyka – wyspa słynie z niezwykłych krajobrazów. Posiada bardzo dobrą bazę dla turystyki rowerowej – liczne szlaki i wiele miejsc wartych odwiedzenia. Oprócz turystyki rowerowej silnie rozwiniętymi dziedzinami sportu są żeglarstwo oraz sporty motorowe (m.in. żużel). Na wyspie rozwinął się przemysł stoczniowy oraz konstrukcji lotniczych.
Wyspa Wight jest jednym z najbardziej obfitujących w skamieniałości dinozaurów miejsc w Europie. Znaleziono tu skamieniałości ponad 20 gatunków dinozaurów oraz innych zwierząt z okresu kredy. W zatoce Compton podczas odpływu widoczne są ślady dinozaura.

## Położenie

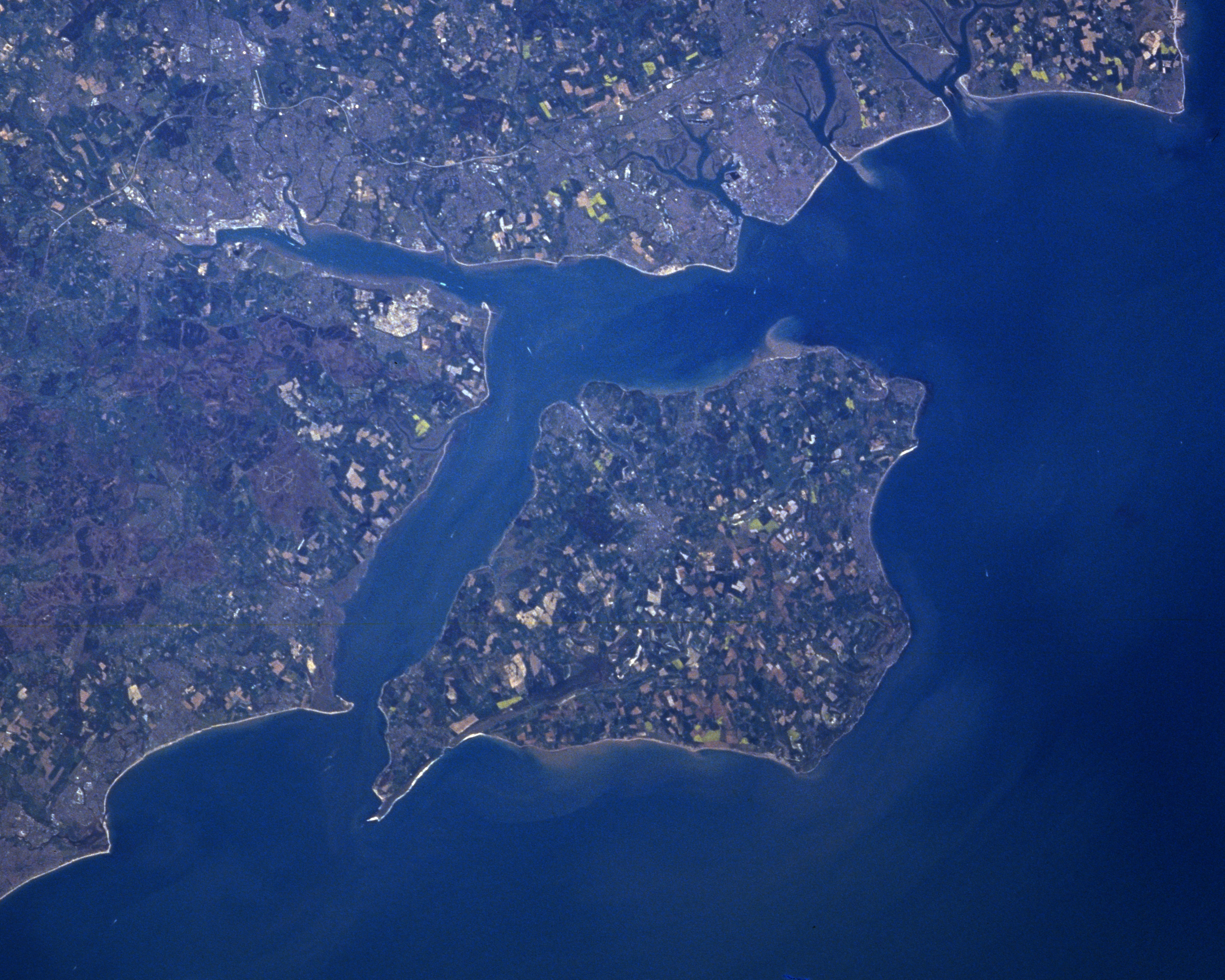
Zdjęcie satelitarne Isle of Wight

Wyspa Wight ma w przybliżeniu kształt rombu; rozciąga się równoleżnikowo na długości około 36 km, a południkowo – 22 km, a jej powierzchnia wynosi 384 km². Nieco więcej niż połowa wyspy, zwłaszcza jej zachodnia strona, jest obszarem chronionego krajobrazu. 258 km² stanowią ziemie uprawne, 52 km² to krajobraz silnie przekształcony. Długość linii brzegowej wyspy wynosi 92 km. Krajobraz wyspy jest znacznie zróżnicowany, co spowodowało, że nazywa się ją „Anglią w pigułce”. Zachód wyspy ma charakter zdecydowanie wiejski, a charakteryzuje go silnie rozwinięte wybrzeże klifowe. Wał kredowy biegnie wzdłuż całej wyspy i kończy się malowniczą kulminacją utworów kredowych The Needles. Najwyżej położonym punktem Wyspy jest „St Boniface Down” o wysokości 243 m. Reszta krajobrazu również charakteryzuje się dużym zróżnicowaniem, z silnie zaznaczonym charakterem klifowym i zatokami, ważnymi dla fauny i flory morskiej. Rzeka Medina wpływa do cieśniny Solent na północy, podczas gdy druga rzeka, Yar – na północnym wschodzie, niedaleko Bembridge. Istnieje jeszcze jedna rzeka o nazwie Yar – na zachodzie wyspy.
Południowe wybrzeże wyspy graniczy z kanałem La Manche. Gdyby nie interwencja człowieka, wyspa mogłaby być podzielona na trzy, a morze wdzierałoby się w jej wnętrze: na zachodzie, gdzie kamienny wał zbudowany z otoczaków oddziela zatokę Freshwater od bagnistych wód zachodniej rzeki Yar oraz na brzegu wschodnim, gdzie cienki pas lądu oddziela zatokę Sandown od wschodniej rzeki Yar. Miejsce, gdzie znajduje się obecnie miasto Yarmouth, było kiedyś samodzielną wyspą, połączoną z resztą wyspy Wight jedynie wąskim przesmykiem na wschodzie miasta, regularnie naruszanym przez morską wodę.

## Historia

### Prehistoria
Wyspa Wight powstała, kiedy pod koniec plejstocenu w wyniku topnienia rozległych czap lądolodów Europy i Ameryki Północnej podniósł się znacznie poziom mórz. Powstał wówczas kanał La Manche, oddzielający wyspę od kontynentu, a zalanie doliny rzeki Solent spowodowało, że przekształciła się ona w cieśninę oddzielającą wyspę Wight od wybrzeża brytyjskiego. Rzymianie po podbiciu Brytanii w 43 r. nadali wyspie nazwę Vectis i wznieśli na niej swą warownię. Na jej miejscu stoi obecny zamek Carisbrooke. Według Bedy w V wieku zasiedlili ją Jutowie (Uictuarii).

### Średniowiecze
Po podbiciu Brytanii przez Normanów w XI wieku Wilhelm I Zdobywca oddał wyspę we władanie swojemu kuzynowi, Williamowi FitzOsbernowi, nadając mu tytuł Lorda wyspy Wight. Wówczas rozpoczęła się budowa zamku w Carisbrooke, zakończona w XII w. Wyspa znalazła się pod pełną kontrolą królów Anglii dopiero w 1293 r., kiedy ostatnia Lady wyspy, Isabella de Fortibus, sprzedała ją Edwardowi I. Od tej pory tytuł Lorda Wyspy Wight nadawał król, z krótką przerwą w okresie, kiedy Henry de Beauchamp, 1. książę Warwick, został koronowany na króla wyspy Wight przez Henryka VI. Henry de Beauchamp zmarł, nie pozostawiając męskiego potomka i tytuł wygasł.

### Czasy nowożytne
W XVI wieku Henryk VIII ufortyfikował wyspę w obawie przed inwazją francuską i hiszpańską. Najbardziej znaną z jego budowli jest zamek w Yarmouth. W 1545 Sir Richard Worsley dowodził obroną przed inwazją Francuzów. Ostateczne zwycięstwo zapewniła Anglikom wygrana bitwa pod Bonchurch. W 1647 podczas angielskiej wojny domowej Karol I Stuart uciekł na wyspę Wight, licząc na wsparcie jej gubernatora, Roberta Hammonda, jednak Hammond pod pozorem zapewnienia królowi ochrony uwięził go w zamku Carisbrooke. Romantyczność i różnorodność krajobrazu wyspy przyciągały na nią wielu poetów i pisarzy. Bywali tu m.in. John Keats, Henry Wadsworth Longfellow i Alfred Tennyson. W XIX wieku wyspa Wight stała się również popularnym miejscem wypoczynku dla europejskich rodów królewskich za sprawą królowej Wiktorii, która upodobała sobie rezydencję Osborne House w East Cowes. Podczas jej panowania Guglielmo Marconi prowadził tu prace nad przekazywaniem sygnałów radiowotelegraficznych. Królowa Wiktoria zmarła w rezydencji 22 stycznia 1901 r.

## Fauna i flora
Wyspa Wight jest jednym z nielicznych miejsc w Anglii, w którym występują rude wiewiórki (innym jest wyspa Brownsea). W odróżnieniu od reszty kraju, na wyspie nie ma wiewiórek szarych. Z gatunków ochronnych spotyka się susła, nietoperze. Kwiatem – symbolem wyspy została wybrana w roku 2002 w drodze plebiscytu orchidea.

## Administracja i polityka
W przeszłości wyspa była częścią hrabstwa Hampshire; w roku 1980 stała się samodzielną jednostką administracyjną, przy czym dla potrzeb ceremonialnych dalej pozostawała częścią hrabstwa Hampshire. W roku 1997 przy okazji reformy administracyjnej została utworzona jednolita jednostka administracyjna (unitary authority) oraz hrabstwo ceremonialne z własnym lordem-porucznikiem (Lord-Lieutenant). Wyspa jest trzecim od końca pod względem wielkości hrabstwem ceremonialnym w Anglii (za nią są City of London i Bristol). Posiada jednego reprezentanta w parlamencie brytyjskim i jest zamieszkana przez 138 300 obywateli (2011), jest zatem najliczniej zaludnionym okręgiem wyborczym w Wielkiej Brytanii.

### Atrakcje turystyczne

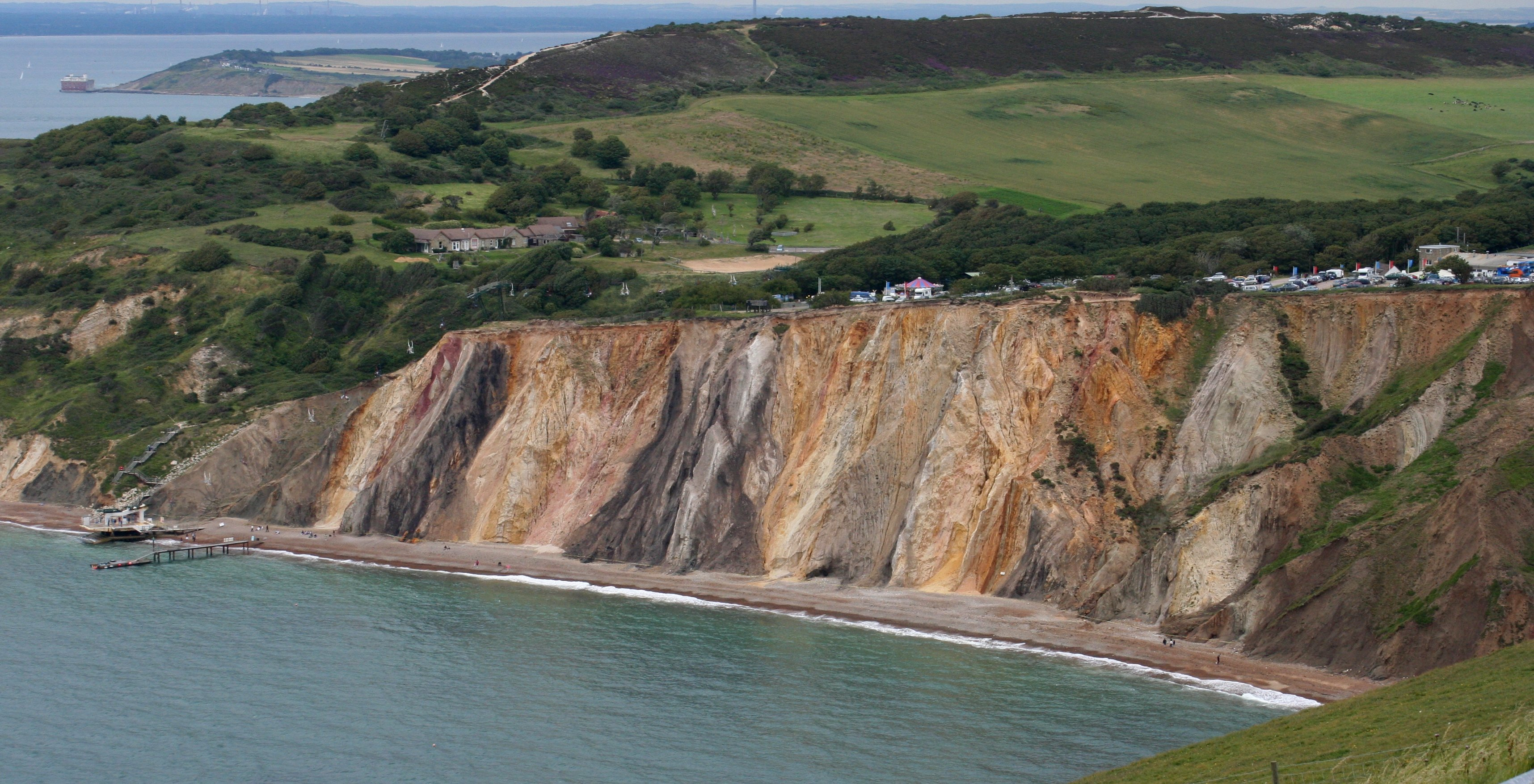
Kolorowe piaski w zatoce Alum

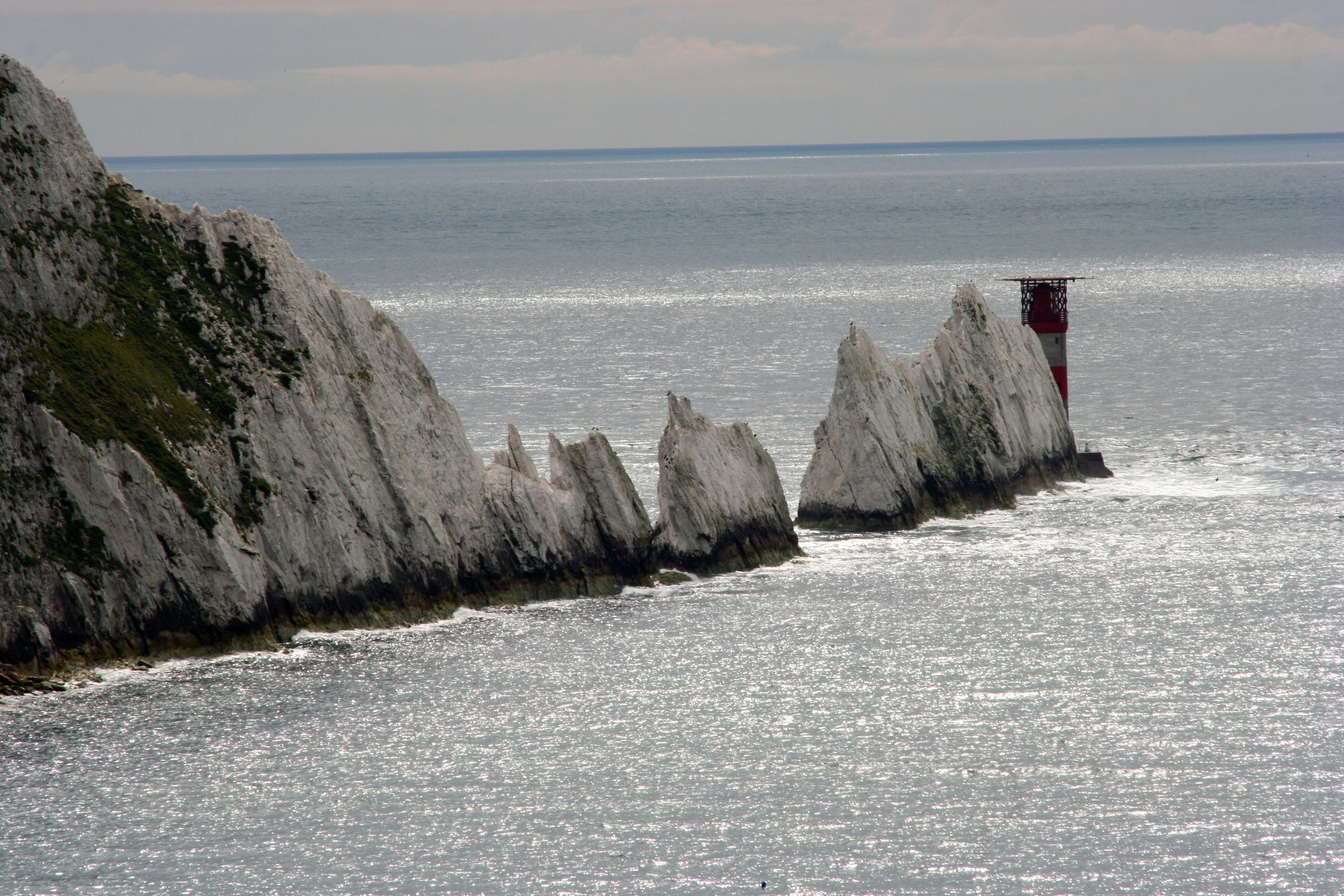
The Needles

- Zatoka Alum słynąca z różnokolorowych piasków
- The Needles – wystające z morza kredowe białe skały
- Ogród Botaniczny w Ventnor
- Zamek Carisbrooke Castle
- Pozostałości rzymskiej willi odkrytej w 1897 r. w Brading, w której można oglądać najlepiej zachowane mozaiki rzymskie w Anglii[3]
- Rezydencja królewska Osborne House
- Muzeum dinozaurów „Dinosaur Isle”
- Festiwal na wyspie Wight odbywa się na wyspie z przerwami od 1968 roku. W 1970 zgromadził 600 tys. ludzi, a wśród artystów byli Jimi Hendrix, The Who, Miles Davis i The Doors.
- Zabytkowa linia kolei parowej na odcinku Smallbrook Junction – Wotton, ponadto muzeum kolei na stacji Havenstreet.
- Jedyna linia kolejowa na wyspie (poza zabytkową koleją parową) jest obsługiwana przez jedne z ostatnich na świecie jeżdżących egzemplarzy London Underground 1938 Stock.